# Castaño del Robledo
Castaño del Robledo är en kommun i Spanien.   Den ligger i provinsen Provincia de Huelva och regionen Andalusien, i den sydvästra delen av landet, 400 km sydväst om huvudstaden Madrid. Antalet invånare är 213. Arean är 13,0 kvadratkilometer.
Terrängen i Castaño del Robledo är kuperad söderut, men norrut är den platt.